# برناديت رينو
برناديت رينو هي كاتِبة وكاتبة للأطفال وكاتبة سيناريو كندية، ولدت في 18 أبريل 1945 في أسكوت كورنر في كندا.

## وصلات خارجية
- برناديت رينو على موقع IMDb (الإنجليزية)
- برناديت رينو على موقع قاعدة بيانات الفيلم (الإنجليزية)